# Antincendio boschivo

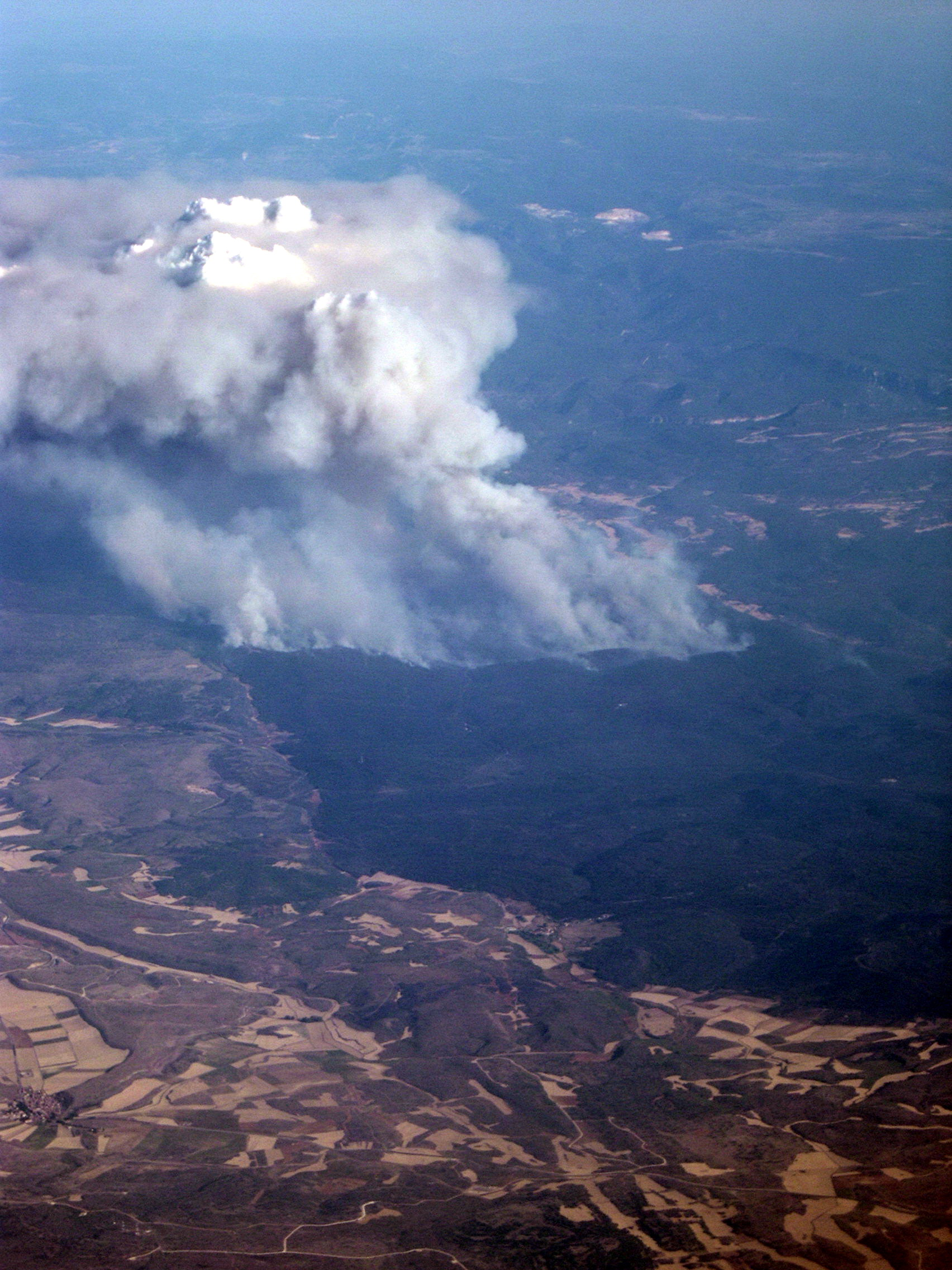
L'incendio di Guadalajara del 2005

Un sistema antincendio boschivo è l'insieme di tutte le attività atte ad estinguere, nel minor tempo e con il minor danno, un incendio boschivo.

## Storia
La struttura del "Servizio Antincendi Boschivo" fu promossa dal Corpo Forestale dello Stato e coordinava le attività di prevenzione e di estinzione interagendo direttamente con i Vigili del fuoco e gli organi della Protezione Civile regionali e nazionali.
L'organizzazione terrestre è composta da 15 centri operativi, localizzati nei capoluoghi di regione, e da 44 Gruppi Meccanizzati di alta specializzazione e pronto impiego dislocati nei punti strategicamente rilevanti per la difesa dei boschi dagli incendi, dotati di idonei mezzi antincendio. Il servizio aereo si avvale del Centro Operativo Aeromobili costituito nel 1979, che ha sede presso l'aeroporto di Roma-Urbe.
Il decreto legislativo n. 177/2016, che sopprime il corpo forestale, all'art. 12 prevede che entro il 1º gennaio 2017 il servizio e il personale transitano direttamente al Corpo nazionale dei vigili del fuoco, insieme ai centri operativi antincendio boschivo (COAB), ai nuclei operativi speciali e di protezione civile (NOS), alle linee volo dedicate o impiegate per le specifiche attività e al centro operativo aereo unificato.

### Centrale operativa
Nel 1992 è stata istituita la Sala Operativa Centrale del Corpo Forestale dello Stato, che ha sede presso la Direzione Generale, in funzione 24 ore su 24 per tutto l'anno. La Sala Operativa si occupa della ricezione e smistamento delle informazioni e segnalazioni. Essa interagisce con il Centro Operativo Aereo Unificato e con gli uffici periferici.
Nel 1994 le capacità della centrale sono state ulteriormente ampliate e perfezionate, in collaborazione con il Ministero dell'interno, al fine di prevenire e reprimere più tempestivamente i reati contro il patrimonio boschivo.
Strumento importante della Centrale Operativa è stata l'istituzione di un numero verde (167-69100) per la segnalazione e richiesta di intervento. Esso è stato istituito il 1º agosto del 1991. Nei primi sei mesi dall'attivazione, sono pervenute 3900 chiamate per incendi e altre emergenze ambientali.
Successivamente è stato istituito il numero nazionale 1515, di più facile memorizzazione, che dà la possibilità di chiamare gratuitamente da tutta Italia 24 ore su 24. Entrato in funzione il 1º luglio 1997, si avvale di un più sofisticato ed efficiente sistema di instradamento delle chiamate.

### Il Centro Operativo Aeromobili del Corpo Forestale
Il Centro Operativo Aeromobili del Corpo Forestale dello Stato, istituito con D.M. 26/01/1979, aveva sede presso l'aeroporto di Roma-Urbe. Disponeva di 13 elicotteri Breda Nardi NH500, di 9 elicotteri Agusta Bell 412, con 41 piloti e 62 specialisti.
Gli elicotteri impiegati prevalentemente per la prevenzione e la lotta contro gli incendi boschivi, effettuavano: interventi diretti di spegnimento, trasporto di personale ed attrezzature, coordinamento di altri aeromobili e guida delle squadre a terra durante le operazioni di spegnimento

## Organizzazione nazionale
La legge quadro nazionale per la difesa dei boschi dagli incendi  (numero 353 del 2000) ha affidato alle Regioni la maggior parte delle competenze per la lotta attiva agli incendi boschvi lasciando però al Dipartimento Protezione Civile importanti compiti come:
- Centro Funzionale Centrale per il Rischio Incendi Boschivi - Emette giornalmente un bollettino di suscettività all’innesco degli incendi boschivi su tutto il territorio nazionale individuando per ogni provincia tre livelli di pericolosità (bassa – media – alta).
- COAU Centro Operativo Aereo Unificato - Struttura con cui il Dipartimento della Protezione Civile coordina l'attività di spegnimento degli incendi boschivi con la flotta aerea dello Stato sul territorio nazionale. Nel COAU confluiscono le richieste di intervento inoltrate dalle sale operative regionali.[3]
- Inizio e conclusione Campagna Antincendio Boschivo - La campagna di massima allerta per gli incendi boschivi.

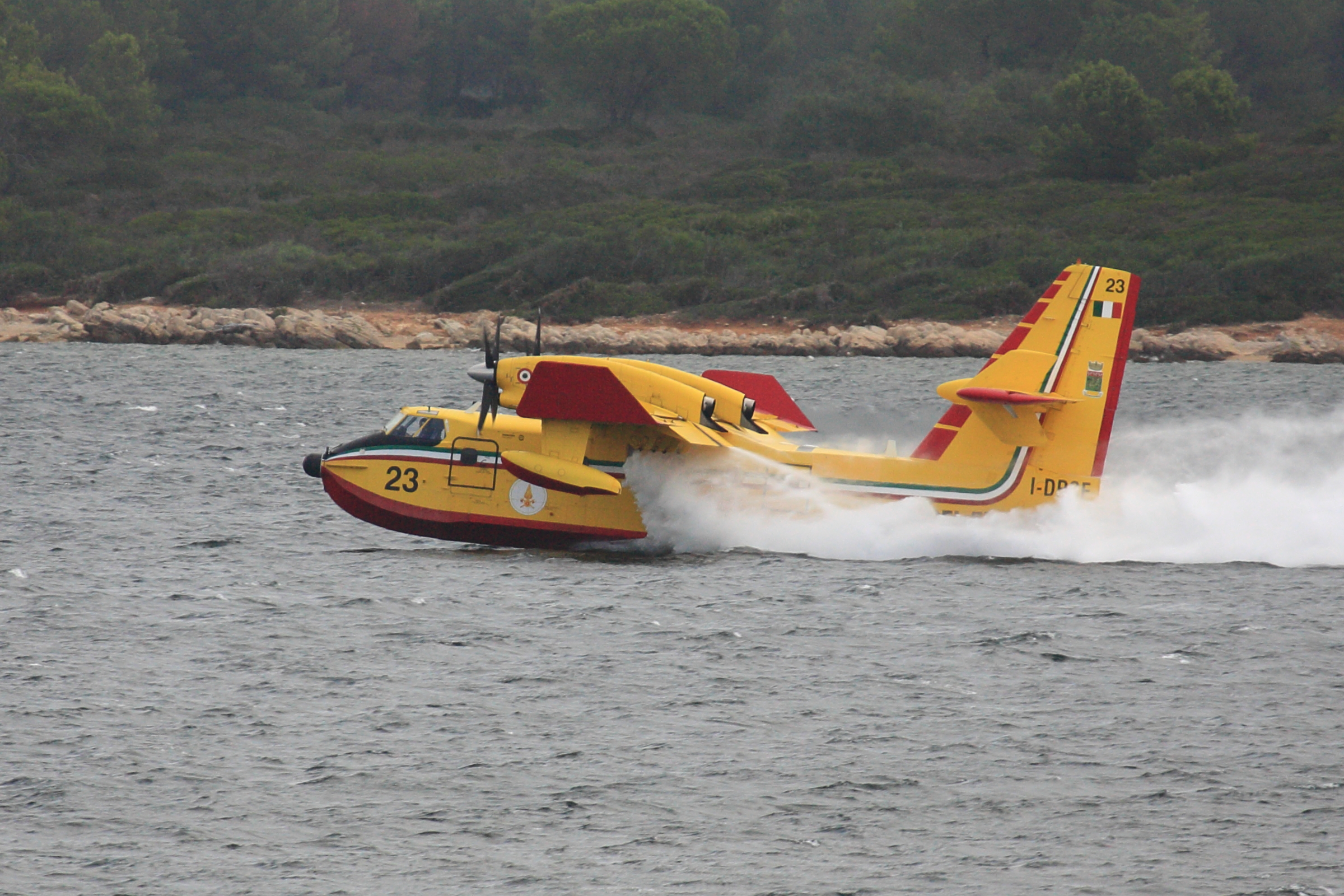

## Organizzazione regionale

### Piano di previsione, prevenzione e lotta attiva contro gli incendi boschivi
L'organizzazione del sistema AIB è gestita singolarmente dalle regioni italiane che redigono, approvano e seguono i Piani Antincendio annuali, biennali o triennali secondo la legge 353/2000. Il federalismo nella gestione dell'incendio boschivo è dovuto alla vasta differenza climatica, forestale e gestionale delle regioni italiane. Solitamente anche i Parchi Nazionali attuano un proprio Piano Antincendio Boschivo.

### Prevenzione
L’attività di prevenzione consiste nel porre in essere tutte quelle azioni atte a ridurre le cause ed il potenziale innesco di incendio nonché interventi finalizzati alla mitigazione dei danni conseguenti; solitamente per prevenzione si intendono interventi selvicolturali e interventi su viali tagliafuoco e viabilità di accesso al bosco.

### Lotta Attiva
La lotta attiva negli incendi boschivi può essere di tre tipi: vedetta, spegnimento terrestre, spegnimento aereo.

#### Vedetta
Non sempre presenti in tutte le regioni (poiché alcuni enti si affidano alle chiamate dei cittadini), sono il primo passo per lo spegnimento di un incendio boschivo; la vedetta avvista l'incendio, indica la zona e nel caso, indica alle squadre di pronto intervento le vie d'accesso migliori.

#### Spegnimento terrestre
La squadra di spegnimento terrestre (composta da un minimo di due ad un massimo di nove elementi), è dotata di un Capo Squadra che dirige le fasi di spegnimento della propria squadra; la squadra può essere dotata di attrezzature antincendio senza acqua (quali flabelli, pale) o con acqua (moduli antincendio entro i 1000 litri o autobotti). Ogni componente della squadra antincendio boschivo deve aver seguito con successo il corso AIB. È a discrezione delle Regioni l'utilizzo, o meno, del volontariato a vantaggio degli enti regionali. Quando gli incendi si avvicinano ai centri urbani, vengono ridefiniti incendi di interfaccia e sono diretta gestione dei Vigili del Fuoco.

#### Spegnimento aereo

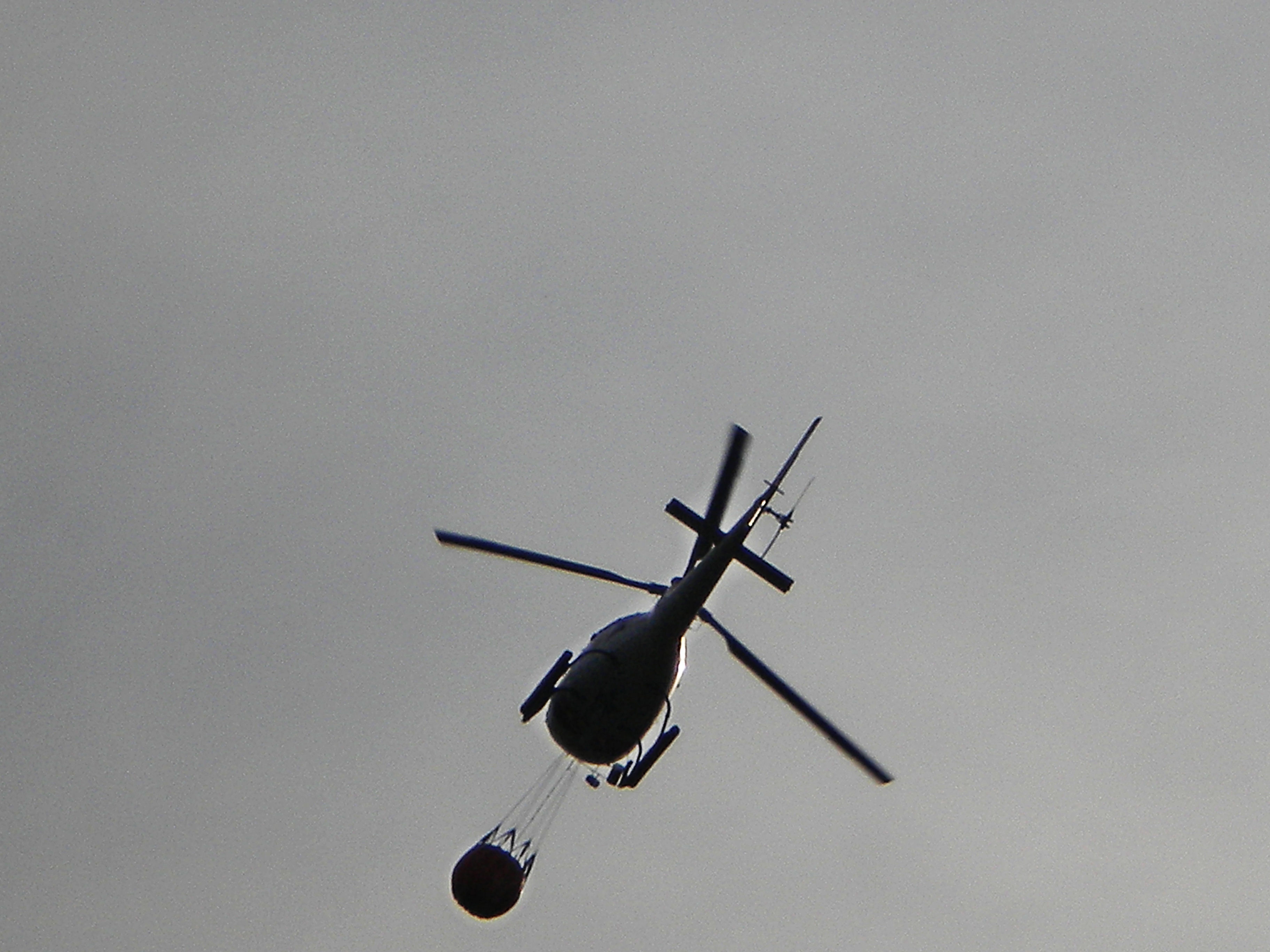

Quando il rogo non è più contenibile da terra si fa supporto sui mezzi aerei regionali o nazionali; per far concorrere la flotta aerea obbligatoriamente deve essere presente un Direttore Operazioni Spegnimento (del Corpo Forestale dello Stato, ora dei Vigili del Fuoco o aziende regionali o enti) a meno che il pilota si avvalga delle proprie conoscenze per l'intervento. In caso di mezzi regionali il Direttore richiede direttamente alla SOUP che decide, in caso si tratti della flotta aerea nazionale, la SOUP deve fare richiesta al COAU. I mezzi aerei possono volare esclusivamente entro le effemeridi e sotto la direzione del Direttore Operazioni Spegnimento che, in caso di sua presenza, è il responsabile di tutta l'operazione di spegnimento dalle squadre da terra sino ai mezzi aerei, dallo spegnimento alla bonifica.

#### SOUP - Sala Operativa Unificata Permanente
È una sala istituita dalle regioni al fine di assicurare il coordinamento delle proprie strutture antincendio con quelle statali. Coordina gli interventi, oltre che delle proprie strutture e dei propri mezzi aerei di supporto all’attività delle squadre a terra, anche delle risorse del Corpo nazionale dei Vigili del Fuoco in base ad accordi di programma; di personale appartenente ad organizzazioni di volontariato, riconosciute secondo la vigente normativa; di risorse delle Forze armate e delle Forze di polizia dello Stato, in caso di riconosciuta e urgente necessità; di mezzi aerei di altre regioni in base ad accordi di programma.